# غزيهتز ساتل مارتينيز
ٌٌّغزيهتز ساتل مارتينيز (/ʃuːˈtɛzkɔːt/ shoo-TEZ-kawt ؛ والمعروف أيضا باسم روسكوغزيهتز ساتل-ارتينيز ولد 9 مايو 2000)، ، اميركي الاصل  يشتغل كناشط بيئي وهواحد فناني الهيب هوب.
مارتينيز هو مدير الشباب في Earth Guardians ، وهي منظمة عالمية للحفاظ على البيئة.
تحدث مارتينيز كثيرا حول تأثيرات الوقود الأحفوري على السكان الأصليين والمجتمعات المهمشة الأخرى. على غرارخطاباته في الأمم المتحدة عدة مرات، واكتسب شعبية بعد إلقاء خطاب عام 2015 في الجمعية العامة للأمم المتحدة باللغتين الإنجليزية والإسبانية ولغته الأم الناواتل.
مارتينيز هو أحد المدعين الـ 21 المتورطين في قضية جوليانا ضد. الولايات المتحدة ، دعوى قضائية مرفوعة ضد حكومة الولايات المتحدة لفشلها في التصرف بشأن تغير المناخ. تم رفع الدعوى في عام 2015، ورفضت محكمة فيدرالية تحرك الحكومة لرفض القضية في نوفمبر 2016. مارتينيز هو أيضًا أحد المدعين السبعة في قضية Martinez v. قضية هيئة حفظ النفط والغاز في كولورادو؛ هذه القضية هي دعوى قضائية على مستوى الولاية مماثلة لقضية Juliana v. الولايات المتحدة .

## العائلة
وُلد مارتينيز في كولورادو، لكنه انتقل إلى المكسيك في طفولته. اعتبارًا من عام 2019، يعيش مع عائلته في بولدر ، كولورادو. والدته، تمارا روسكي، كانت واحدة من مؤسسي Earth Guardian Community Resource Center ، وهي مدرسة ثانوية في ماوي ، هاواي. يعمل Roske كمدير تنفيذي لـ Earth Guardians. مارتينيز له شقيقان أصغر منه، الأخت تونانتزين، والشقيق إيتزكوهتلي. والده، سيري مارتينيز، من أصول الأزتك، وقد قام بتربية أطفاله على تقليد المكسيك (أحد الشعوب الأصلية في المكسيك). لقد نقلت عائلته المعرفة التقليدية المتمثلة في رؤية الفرد كجزء من كل أكبر، والتأكيد على الارتباط بين جميع جوانب العالم الطبيعي. لذلك، يرى مارتينيز أن إساءة استخدام الطبيعة هي «تمزيق النظام الهش والموقر».

## النشاط

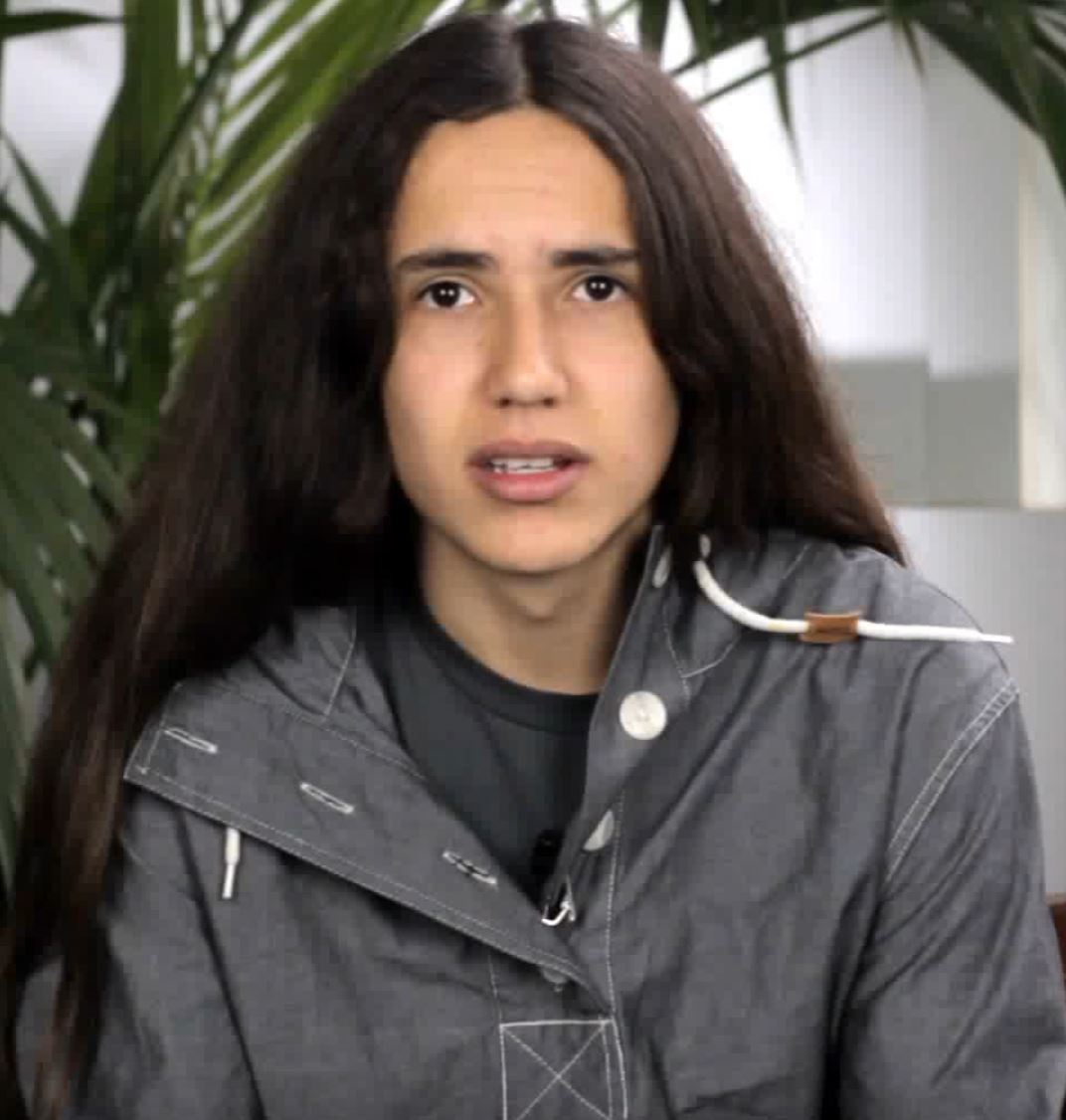
غزيهتز ساتل مارتينيز ، 2016.

عندما كان مراهقًا، ألقى مارتينيز ثلاث محادثات في TED ودُعي للتحدث أمام الأمم المتحدة حول السياسة البيئية.  في يونيو 2015، تحدث فيها باللغات الإنجليزية والإسبانية والناواتل أمام الجمعية العامة للأمم المتحدة بشأن تغير المناخ.عن عمر يناهز 15 عامًا حيث حث مارتينيز على اتخاذ إجراءات فورية بشأن المناخ قائلاً، «ما هو على المحك الآن هو وجود جيلي.»  
يؤكد مارتينيز أن التعليم والشباب هم العناصر الأساسية للحركة من أجل إحداث تغيير اجتماعي وبيئي كبير: «إن المسيرة في الشوارع، وتغييرات نمط الحياة لم تكن كافية لذلك يجب أن يحدث شيء جذري. التغيير الذي نحتاجه لن يأتي من سياسي، من إنسان الغاب في المكتب، بل سيأتي من شيء كان دائمًا محرك التغيير - قوة الناس، قوة الشباب». عند معالجة انتقادات الشباب للإفراط في استخدام التكنولوجيا في مقابلة أجريت عام 2016 مع بيل ماهر، أشار مارتينيز إلى أن التكنولوجيا تجمع الأشخاص أيضًا للتركيز على اهتمام مشترك: «أعتقد أنها أداة مهمة لدينا للتواصل والتواصل مع الناس. وسائل الإعلام الاجتماعية والتكنولوجيا - إما أن يكون ذلك بمثابة انهيار وإلهاء لجيلنا، أو أداة قوية يمكننا استخدامها».

### حراس الأرض
Earth Guardians هي منظمة ناشطة بيئية أسستها تامارا روسكي، والدة مارتينيز، في عام 1992 كمدرسة ثانوية معتمدة تركز على القضايا البيئية. بمرور الوقت، تحولت المدرسة إلى منظمة دولية للحفاظ على البيئة، حيث يشغل مارتينيز منصب مدير الشباب.    مهمتهم هي «إلهام وتدريب الشباب المتنوع ليكونوا قادة فعالين في حركات العدالة البيئية والمناخية والاجتماعية. من خلال قوة الفن والموسيقى ورواية القصص، والمشاركة المدنية، واتخاذ الإجراءات القانونية، ونحن خلق حلول مؤثرة لبعض من أكثر القضايا الحرجة التي نواجهها كمجتمع عالمي».  إنهم يعملون على تنظيم الإضرابات المناخية، ورعاية سياسة تركز على البيئة، وتشجيع النشاط الفردي من خلال تعزيز التسجيل في التصويت. عمل مارتينيز في مشاريع للسيطرة على انتشار رماد الفحم، وتنظيف المبيدات في الحدائق، وحظر التكسير الهيدروليكي في ولايته. 

### قضايا تغير المناخ
في عام 2015، رفع مارتينيز و 21 شابًا آخر دعوى قضائية ضد الحكومة الفيدرالية الأمريكية، جوليانا وآخرون. ضد الولايات المتحدة وآخرون. يجادلون بأن الحكومة الفيدرالية تنكر حقهم الدستوري في الحياة والحرية والملكية من خلال تجاهل تغير المناخ. شمل المدعون أيضًا أطرافًا من صناعة الوقود الأحفوري كمدعى عليهم في الدعوى، لكنهم قالوا إن الأطراف تم عزلهم كمتهمين خلال إجراءات ما قبل المحاكمة. تتراوح أعمار المدعين من 9 إلى 20 عامًا وعشرة من الأطفال لديهم خلفيات إما سوداء أو من السكان الأصليين. تم رفع الدعوى القضائية بينما كان أوباما لا يزال في منصبه، لكن في عام 2017، استبدل المدعون اسم ترامب باسم الرئيس السابق.
في عام 2018، رفع هو و 13 شابًا آخر دعوى قضائية أخرى، هذه المرة ضد حكومة ولاية كولورادو. وهو المدعي الرئيسي في قضية Martinez v. قضية هيئة الحفاظ على النفط والغاز في كولورادو. تم رفض الدعوى من قبل قاضي المحكمة العليا في مقاطعة كينغ ، مايكل سكوت في 14 يناير 2019،  مع تحذير، من أن المدعي وجميع الشركات الأخرى التي تتولى نفس أعمال تطوير وإنتاج الوقود الأحفوري تتبع القانون ونية ذلك، على النحو المنصوص عليه في قانون الحفاظ على النفط والغاز في كولورادو (COGCA)، والذي ينص على أن المفوضية مطلوبة «(1) لتعزيز تنمية موارد النفط والغاز، وحماية وإنفاذ حقوق المالكين والمنتجين، و (2) في القيام بذلك، لمنع وتخفيف الآثار البيئية السلبية الكبيرة بالقدر اللازم لحماية الصحة العامة والسلامة والرفاهية، ولكن فقط بعد مراعاة الفعالية من حيث التكلفة والجدوى التقنية». يُعتقد أن القسم الفرعي 2 من COGCA هدف محتمل للدعاوى القضائية المستقبلية والتغييرات التشريعية، كما هو الحال في الحالة التي تتجاوز فيها تكاليف الإنتاج المحلي التكاليف الإقليمية أو في الحالة التي يتحول فيها الجمهور عن تطوير وإنتاج الوقود الأحفوري المحلي. تتم مراقبة هذه العوامل إلى جانب انخفاض الطلب على الوقود الأحفوري عن كثب من قبل العديد من مراكز الفكر ومجموعات المراقبة الصناعية والبيئية للخطوات التالية فيما قد يكون مجموعة ديناميكية للغاية من التحديات القانونية داخل ولاية كولورادو.
في ديسمبر 2018، قامت Remezcla بتسمية Martinez في قائمتها لـ «30 Latinxs الذين أحدثوا تأثيرًا في مجتمعاتهم في 2018».

### التأييد السياسي
في أبريل 2019، كتب مارتينيز مقالًا في مجلة TeenVogue يؤيد فيه بيرني ساندرز لمنصب الرئيس، قائلاً: «أعتقد أن بيرني ساندرز يساندنا في قضية تغير المناخ»  في ديسمبر 2018، تحدث مارتينيز مع ساندرز في حدث بقاعة المدينة بعنوان «حل أزمة المناخ». 

## الجوائز
في عام 2013، حصل مارتينيز على جائزة الخدمة التطوعية الأمريكية من الرئيس باراك أوباما.
في عام 2017، تم إدراجه في قائمة رولينج ستون «25 تحت 25» للشباب الذين سيغيرون العالم.
في عام 2018، حصل على جائزة Generation Change في حفل توزيع جوائز MTV Europe Music Awards.

## الكتب
- حدود خيالية (Penguin Workshop Pocket Change Collective 2020)
- نرتقي: دليل حراس الأرض لبناء حركة تعيد كوكب الأرض (كتب رودال 2017)

## روابط خارجية
- غزيهتز ساتل مارتينيز  على فيسبوك.
- غزيهتز ساتل مارتينيز في قاعدة بيانات الأفلام على الإنترنت
- حديث TEDx
- خطاب الأمم المتحدة
- مقابلة في الوقت الحقيقي مع بيل ماهر
- "Kid Warrior: The Xiuhtezcatl Martinez Story"